# Linia kolejowa Zdołbunów – Kowel
Linia kolejowa Zdołbunów – Kowel – linia kolejowa na Ukrainie łącząca stację Zdołbunów ze stacją Kowel. Znajduje się w obwodach rówieńskim i wołyńskim. Zarządzana jest przez Kolej Lwowską (oddział ukraińskich kolei państwowych).
Odcinek Zdołbunów – Kiwerce jest dwutorowy, a Kiwerce – Kowel jednotorowy. Linia na całej długości jest zelektryfikowana (z wyjątkiem odnogi Hołoby – Radoszyn). W okresie międzywojennym w całości była to linia dwutorowa.

## Historia
Powstała w XIX w. jako część Kolei Kijowsko-Brzeskiej. Początkowo leżała w Rosji, w latach 1918 - 1945 w Polsce, a następnie w Związku Sowieckim (1945 - 1991). Od 1991 znajduje się na Ukrainie.